# Tạp chí thời trang (phim)
Tạp chí thời trang (tiếng Hàn: 스타일; Romaja: Seutail) là một bộ phim truyền hình Hàn Quốc 2009 với sự tham gia của diễn viên Kim Hye-soo, Lee Ji-ah, Ryu Shi-won, và Lee Yong-woo. Phim chiếu trên SBS từ 1 tháng 8 đến 20 tháng 9 năm 2009 vào mỗi thứ 7 và chủ nhật lúc 21:45 gồm 16 tập

## Phân vai

### Nhân vật chính
- Kim Hye-soo vai Park Ki-ja
- Lee Ji-ah vai Lee Seo-jung
- Ryu Shi-won vai Seo Woo-jin

### Nhân vật phụ
- Na Young-hee vai Son Myung-hee
- Choi Gook-hee vai Kim Ji-won
- Shin Jung-geun vai So Byung-shik
- Han Chae-ah vai Cha Ji-sun
- Han Seung-hoon vai Kwak Jae-suk
- Hwang Hyo-eun vai Lee In-ja
- Kim Hak-jin vai Shim Gyun
- Kim Ga-eun vai Wang Mi-hye
- Oh Kyung-jin vai Ahn Jin-shil
- Park Ji-il vai Lee Suk-chang
- Kim Shi-hyang vai Hwangbo Kam-joo
- Hong Ji-min vai Oh Yoo-na
- Kim Kyu-jin vai Nam Bong-woo
- Kim In-tae vai Myung-hee và ba của Woo-jin
- Park Soon-chun vai mẹ của Seo-jung
- Kim Yong-rim vai Lee Bang-ja